# Матереја
Матереја (арап. المطرية) је град у Египту у гувернорату Дакахлија. Према процени из 2008. у граду је живело 103.004 становника.

## Становништво
Према процени, у граду је 2008. живело 103.004 становника.
| 1986.  | 1996.  | 2006.   |
| ------ | ------ | ------- |
| 74.554 | 87.062 | 100.502 |